# Lughnasadh
Lughnasadh (wym. [luːnəsə]) – przypadające na 1 sierpnia celtyckie święto poświęcone niegdyś bogini Tailtiu – przybranej matce Lugha. W tradycji iryjskiej również określane jest jako Brón Troghain – dosł. „Smutek/Boleść porodu” (irl. troghan – „poród”, „bóle porodowe”, „narodziny”), określenie prawdopodobnie związane z wydawaniem plonów przez ziemię w tym okresie i porównaniem tego do cierpień przy porodzie.
Obecnie święto nosi nazwę Lúnasa (irl. sierpień) i obchodzone jest w Irlandii w nocy z 31 lipca na 1 sierpnia (irl. Lá Lúnasa). Zwane jest festiwalem miłości. Wyznacza początek zbiorów pszenicy i jęczmienia oraz początek jesieni według tradycyjnego kalendarza irlandzkiego. Wiccanie obchodzą to święto jako jeden z tzw. sabatów większych.
Chrześcijanie zmienili Lughnasadh w Lammas (od „hlafmasse” – „loaf mass”). Do odprawienia mszy w ten dzień bierze się chleb ze świeżo zebranego zboża.